# Edith Haisman
Edith Eileen Haisman (ur. 27 października 1896 w Kapsztadzie, zm. 20 stycznia 1997 w Southampton) – jedna z najdłużej żyjących pasażerek statku RMS Titanic.

## Życiorys
Edith Haisman urodziła się w rodzinie Thomasa Williama Solomona Browna i Elizabeth Catherine Ford w Kolonii Przylądkowej w Południowej Afryce. Jej ojciec był właścicielem hotelu w Worcester.
W wieku 20 lat, w maju 1917 roku, Edith wzięła ślub z Frederickiem Thankfulem Haismanem, poznanym sześć tygodni wcześniej. Mieli razem dziesięcioro dzieci. Mieszkali w Południowej Afryce, Australii, aż w końcu osiedlili się w Southampton. Frederick zmarł w 1977 roku.
Edith Haisman zmarła 20 stycznia 1997 roku w Southampton w wieku 100 lat. Kobieta była jedną z najdłużej żyjących ofiar ocalałych z katastrofy Titanica.

## Katastrofa
Edith miała 15 lat, gdy razem z rodzicami dołączyli na pokład RMS Titanic w Southampton w Anglii, jako pasażerowie 2. klasy. Jej ojciec zabierał ich do Seattle w stanie Waszyngton, gdzie chciał otworzyć kolejny hotel. Ładownia statku zawierała zastawę stołową, wyposażenie i 1000 rolek pościeli do planowanego hotelu.

Edith dokładnie pamiętała, gdy statek uderzył w górę lodową o godzinie 23:40 14 kwietnia 1912 roku. W późniejszych latach, udzielając wywiadów oraz w swojej biografii A Lifetime on the Titanic, opublikowanej w 1995 roku, Edith udzieliła żywych relacji z ostatnich chwil na statku. Niektóre szczegóły zostały jednak podważone.
Ojciec pojawił się kilka minut później. Powiedział do nas „Lepiej załóżcie kamizelki ratunkowe i coś ciepłego, jest zimno na pokładzie. To tylko na wszelki wypadek. Pan z załogi, stojący na korytarzu mówi, że nie ma się czym martwić”. Czekaliśmy wieczność na kogoś, kto powie nam co mamy robić. Orkiestra na statku grała ragtime. Grali, aby dodać nam otuchy. Wszyscy powtarzali „Ona jest niezatapialna. Ona nie pójdzie na dno”. Ojciec ucałował nas i posłał na szalupę nr 14. Około pięćdziesiąt ludzi zmieściło się do łodzi, przez co przechyliło nas niebezpiecznie w jedną stronę. Jeden mężczyzna wskoczył do szalupy przebrany za kobietę. Nawet gdy oddaliliśmy się już od statku, wciąż słyszeliśmy muzykę orkiestry, lecz w tamtym momencie grali hymn. Prawie sześć godzin przebywaliśmy w łodzi ratunkowej, nie mając nic do jedzenia ani picia. Wciąż zastanawiałam się, czy mój ojciec zdążył się uratować, to była jedyna rzecz o jakiej mogłam wtedy myśleć. – 1995
Ojciec Edith nie przetrwał katastrofy, a jego ciało, nawet jeśli zostało znalezione, nie zostało rozpoznane. Zapamiętała ojca jako mężczyznę ubranego w smoking, palącego cygaro i popijającego brandy, podczas gdy ona i jej matka opuszczane były w szalupie. Kobiety dotarły do Nowego Jorku, zatrzymały się w Junior League House, a następnie udały się do Seattle, aby mieszkać z ciotką Edith, Josephine Acton.